# 원저우 올림픽 스포츠 센터 스타디움
원저우 올림픽 스포츠 센터 스타디움(중국어 간체자: 溫州奧體中心體育場)은 중국 원저우시에 있는 다목적 경기장으로, 2021년 개장했다.